# Corey Haim
Corey Haim (n. 23 decembrie 1971, Toronto, Ontario, Canada – d. 10 martie 2010, Burbank, California, SUA) a fost un actor canadian, care a avut în cariera sa un apogeu în anii 1980 ca idol al tinerilor și al copiilor.

## Filmografie
- The Edison Twins (1982) (TV)
- Firstborn (1984)
- Secret Admirer (1985)
- Silver Bullet (1985)
- A Time to Live (1985) (TV)
- Murphy's Romance (1985)
- Lucas (1986)
- Roomies (1987) (TV)
- The Lost Boys (1987)
- Watchers (1988)
- License to Drive (1988)
- Dream a Little Dream (1989)
- The Dream Machine (1990)
- Fast Getaway (1991)
- Prayer of the Rollerboys (1991)
- Oh, What a Night (1992) (V)
- The Double 0 Kid (1992) (V)
- Blown Away (1992) (V)
- Double Switch (1993) (VG)
- Anything for Love (1993) (V)
- Fast Getaway II (1994) (V)
- National Lampoon's Last Resort (1994) (V)
- Dream a Little Dream 2 (1995) (V)
- Life 101 (1995) (V)
- Snowboard Academy (1996) (V)
- Shooter on the Side (1996) (V)
- Fever Lake (1996) (V)
- Demolition High (1996) (V)
- Busted (1996) (V)
- Never Too Late (1997) (V)
- Demolition University (1997) (V)
- Merlin (1998) (TV)
- Without Malice (2000) (TV)
- The Back Lot Murders (2002)
- Dickie Roberts: Former Child Star (2003)
- Universal Groove (2007)
- Lost Boys: The Tribe (2008)
- Crank: High Voltage (2009)
- Shark City (2009)
- Terminal Hotel (2009)
- American Sunset (2009)
- Trade In (2009)
- The Girl (2010)
- The Pick Up (2010)
- SAD (Standard American Diet)